# Entrepreneur (magazine)
Pour les articles homonymes, voir Entrepreneur (homonymie).
Entrepreneur est un magazine et un site web américain qui publient des articles sur l'entrepreneuriat, la gestion des petites entreprises et les affaires.

## Histoire
Le magazine est publié pour la première fois en 1977, par Entrepreneur Media Inc., dont le siège est à Irvine, en Californie. Le magazine publie dix numéros par an, disponibles par abonnement et en kiosque. Son rédacteur en chef est Jason Feifer et son propriétaire est Peter Shea.
Chaque année depuis 1979, Entrepreneur publie une liste de ses 500 meilleures entreprises franchisées. Le magazine a également publié de nombreuses autres listes et récompenses, l'une des plus importantes étant l'« Entrepreneur 360 » créée pour identifier les entreprises maîtrisant l'art et la science de la croissance d'une entreprise. 
Les entreprises sont évaluées sur la base de l'analyse de plus de cinqunate points de données organisés en cinq piliers : chiffre d'affaires et clients, efficacité de la gestion, innovation, évaluation financière et évaluation de l'entreprise.
En 1996, le magazine a lancé son site Web, Entrepreneur.com, qui s'est élargi pour inclure des articles, des concours et d'autres publications.